# التارزي البرجي
محمد التازري بن محمد بن عزّوز البُرجي (1812 - 28 أكتوبر 1892) (1227 - 7 ربيع الآخر 1310) صوفي خلوتي وشاعر عربي جزائري من أهل القرن التاسع عشر الميلادي/ الثاني عشر الهجري. ولد بقرية البرج، تكفل به شقيقه الأكبر مصطفى بن عزوز بعد وفاة والده، ورحل معه إلى نفطة بتونس. وهناك تعلم على عبد الحفيظ الخنقي تلميذ والده، وأخذ عنه الطريقة الرحمانية الخلوتية. وكانت بينهما مراسلات عديدة. ثم هاجر إلى الحجاز وتوطن في المدينة المنورة حتى وفاته. له «الهواتف» ورسالة في «مسألة إلهام الأولياء».  

## سيرته
ولد محمد التارزي بن محمد بن عزوز الحسني البرجي ببلدة البرج سنة 1227 هـ/ 1812 م ونشأ بها. تلقى العلم على والده وعلى كبار مشايخ القرية والزاوية، ثم أخذ الطريقة الرحمانية على عبد الحفيظ الخنقي/الحنفي، تلميذ والده. وقد التزم بهذه الطريقة حتى عُد من شيوخها الكبار. 

وبعد احتلال مدينة بسكرة سنة 1886 هاجر مع عائلته إلى مدينة نفطةالتي سبقه إليها أخوه مصطفى. 

عاش معظم حياته فيها وقام بالتدريس والإرشاد بالزاوية أخوه، ومن تلاميذه علي بن الحاج نصر النفطي، ومحمد المكي بن عزوز. ثم انتقل بعد ذلك حوالي سنة 1285 هـ/  1869 م بأغلب عائلته إلى الحجاز سنة 1310 هـ/ 1893 م وجاور المدينة المنورة. فمكث بها شهرين وأيامًا، ومرض قبل وفاته بنحو 18 يومًا حتى توفي بها يوم السبت السابع أو ثامن ربيع الثاني 1310 / 28-29 أكتوبر 1892 عن عمر 82 سنة، ودفن بالبقيع تحت جدار قبة عثمان بن عفان.

وله من أبناء عبد الكريم.

## مهنته
كان صوفيًا بارزًا، وشاعرًا مطبوعًا وأديبًا ماهرًا. نظم قصائد في مواضيع كثيرة، معظهما في تربية النفس وتهذيب الأخلاق. له قصائد ورسائل عديدة في التصوف، متدوالة بين أتباع الطريقة الرحمانية. وله مراسلات كثيرة مع الشيخ محمد بن أبي القاسم الهاملي، الذي شهد له ببلوغ درجة القطبانية من مراتب الصوفية، وذلك قبل وفاته بقليل. 

وله كتاب جمع فيه بعض مخاطباته ومشاهده ومواقفه الروحية. وله أشعار وقصائد في المواجيد الصوفية. 

## مؤلفاته
- «الهواتف» أو «الهواتف التارزية»: كتاب في التصوف يشبه المواقف للنفري
- رسالة في مسألة إلهام الأولياء، نشرها محمد الصغير الجلالي في تعطير الأكوان
- قصائد في التصوف.